# 田中真奈美
田中 真奈美（たなか まなみ、11月21日 - ）は、日本の女性声優。ぷろだくしょんバオバブ所属。広島県出身。

## 略歴
母親の影響で幼少から宝塚歌劇団が大好きで、「将来はタカラジェンヌになりたい！」と思っていた。夢を諦めて大学に進学するが、芝居や舞台に憧れる気持ちがずっとあり、大学時代に色々なアニメや吹き替えを観て声優の凄さに気づいたことで、声優への道を志す。
A&Gアカデミー第9期生（声優・ラジオパーソナリティ部門卒業）。A&Gアカデミーの研修中は『のび太のアニメチックワールド!』のコーナー「A&Gアカデミーファースト・ステップ」に出演した。2010年10月の卒業よりフリーとして活動。翌2011年4月1日付を以って、ぷろだくしょんバオバブの預かり所属となる。
『田中真奈美の超!A&Gミュージック+TV』が声優として初めての仕事（ラジオ）であった。

## 人物
主な特技は英語で、高校時代に1年間イギリスへ留学した経験がある。英語検定は1級を取得しており、2024年には全国通訳案内士試験に合格した。なお『きんいろモザイク』に関してはオーディションを受ける以前から知っており、同作品を好いているという。
趣味は読書であり、感銘を受けた本として森博嗣の『ψの悲劇』を挙げ、森博嗣のシリーズ作品を読み続けていると述べている。
親交のある声優として、Rhodanthe*のメンバー、優木かな、加隈亜衣、深田愛衣、日岡なつみを挙げている。
また、事務所の先輩である金元寿子の1stプライベートアルバム「Fantastic Voyage」に収録の「レトロ気分で旅に出よう」のセリフパートを深田愛衣、日岡なつみと共に担当している。

## 出演
太字はメインキャラクター。

### テレビアニメ
2010年
- 海月姫（モデルC）

2011年
- 電波女と青春男（女子高生、ファミレス店員、大井藍、女子A）
- セイクリッドセブン（マナミ）
- いつか天魔の黒ウサギ（女子生徒、生徒）

2012年
- ドラえもん（テレビ朝日版第2期）（2012年 - 2013年、女子高生、女の子、歌手、生徒A）

2013年
- きんいろモザイク（2013年 - 2015年、アリス・カータレット） - 2シリーズ
- とある科学の超電磁砲S（女子生徒）
- サーバント×サービス（客）
- WHITE ALBUM2（女子生徒）

2014年
- 最近、妹のようすがちょっとおかしいんだが。（橘彩花）
- しまじろうのわお!（雪うさぎ）
- ストライク・ザ・ブラッド（進藤美波）
- マンガ家さんとアシスタントさんと（皆野まとめ）
- ラブライブ！（クラスメート）
- 精霊使いの剣舞（キャロル・ナスターシャ）
- 俺、ツインテールになります。（あいり<ゲーム音声>）
- 四月は君の嘘（子供、ソフト部員）
- グリザイアシリーズ（2014年 - 2015年、女子3、金髪娘） - 2シリーズ

2015年
- アブソリュート・デュオ（音羽）
- ミカグラ学園組曲（生徒）
- 俺物語!!（店員C）
- Go!プリンセスプリキュア（女の子）
- VALKYRIE DRIVE -MERMAID-（白州いちは）
- 新あたしンち（美容師(2)、タクシーのアナウンス）

2016年
- 最弱無敗の神装機竜（女生徒D）
- ディバインゲート（次種族の少女）
- 文豪ストレイドッグス（2016年 - 2019年、女給、女の子） - 2シリーズ
- Rewrite（ともこ）
- ツキウタ。 THE ANIMATION（2016年 - 2020年、陽〈小学生・幼少期〉） - 2シリーズ
- チア男子!!（マスコット）
- 競女!!!!!!!!（冬空叶星）
- リルリルフェアリル〜妖精のドア〜（おふくさん）

2017年
- タイムボカン24（少女）
- モンスターハンター ストーリーズ RIDE ON（メラルーB、女の子）

2018年
- ウマ娘 プリティーダービー（海外ウマ娘）
- 多田くんは恋をしない（店員）

2019年
- 妖怪ウォッチ!（ぷに神）
- ぼくたちは勉強ができない!（仔犬）
- あひるの空（2019年 - 2020年、夏目樹里）

2020年
- Lapis Re:LiGHTs（ルイーゼ）
- D4DJ First Mix（女生徒）

2022年
- ヒーラー・ガール（アビゲイル）

2023年
- BanG Dream! It's MyGO!!!!!（留学生A）

2024年
- ゆびさきと恋々（女子高生B、留学生D）

2025年
- ゲーセン少女と異文化交流（シェリル・ベイカー）

### 劇場アニメ
- セイクリッドセブン 銀月の翼（2012年、マナミ）
- ラブライブ!The School Idol Movie（2015年）
- この世界の片隅に（2016年）
- 劇場版 きんいろモザイク Thank You!!（2021年、アリス・カータレット[19]）

### OVA
- サクラ大戦奏組（2012年、雅音子） - コミックス第1巻アニメDVD付き初回限定版[20]
- 最近、妹のようすがちょっとおかしいんだが。（2014年、橘彩花） - コミックス第7巻BD付き特装版
- きんいろモザイク Pretty Days（2016年、アリス・カータレット[21]）
- クイーンズブレイド グリムワール（2016年、カグヤ[22]）
- Hi☆sCoool! セハガール コンプリートDVD 〜7人揃ってHiな気分でVサイン！ 1bitオマケつき！〜（2016年、セガ・マークIII）

### Webアニメ
- バイブリーアニメーションスタジオ プロモーションムービー（2017年、おさげちゃん[23][24][25]）

### ゲーム
2014年
- ウチの姫さまがいちばんカワイイ（2014年 - 2016年、案内姫 アンナ、金碧姫 アリス・カータレット）
- グランブルーファンタジー（2014年 - 2021年、スフラマール）
- 神撃のバハムート（コニー）
- トイズドライブ（怪盗「ミス・プライド」）
- ドリームクラブGogo.（ちり）
- BREAK雀BURST（ヴェルデ）
- ロボットガールズZ ONLINE（ボーンレイザー）

2015年
- 家電少女（みすず、あずさ、セガ・マークIII）
- ミラクルガールズフェスティバル（アリス・カータレット）
- ミリ姫大戦 −Militärische Mädchen−（ヒューブナー、ハロネン）

2016年
- 城姫クエスト（津山城、宮尾城）
- 編隊少女 -フォーメーションガールズ-（ジャネット・カニンガム）
- ドラゴンハンターCOOP

2017年
- きららファンタジア（2017年 - 2020年、アリス・カータレット、ソルト）
- ぐるぐる召喚マジカルギア（レン）

2020年
- ビビッドアーミー（アイ）

2024年
- 妖怪ウォッチ ぷにぷに（ミスコン ぷに神（天真式））

### ドラマCD
- いかさま博覧亭[42]
- サクラ大戦奏組 ドラマCD 〜小さな少女のためのクインテット〜（雅音子[43]）
- セガ・ハード・ガールズ ドラマCD「アイドルオーディション」（セガ・マークIII[44]）
- ロウきゅーぶ!（女の子B）

### デジタルコミック
- VOMIC ǝnígmǝ【エニグマ】 （2014年、九条院ひいな）

### 吹き替え
- FLU 運命の36時間（2014年、カン・ミル〈パク・ミナ〉[45]）
- ハッピーエンドが書けるまで（2015年、ケイト〈リアナ・リベラト〉）
- まほうのレシピ（2016年 - 2018年、ハンナ[46]） - 3シリーズ[一覧 5]
- 何様なのよ? DARE ME（英語版）（2020年、テイシー[47]）

### ラジオ
※はインターネット配信。
- のび太のアニメチックワールド! （コーナー「A&Gアカデミーファースト・ステップ」）
- 超!A&Gミュージック+TV （2010年 - 2011年、超!A&G+※、月曜日パーソナリティ ）
- 超!A&Gミュージック+TV （2011年、超!A&G+※、木曜日パーソナリティ）
- アクターズゲート･さんかくPEACE☆ （2010年 - 2011年、超!A&G+※）
- 超!A&G+年越しスペシャル A&G TOSHIKOSHI MASTER GT-R （2010年 - 2011年、超!A&G+※、中継リポーター「ラビット隊」）
- めちゃこみ☆ （2011年 - 2014年、超!A&G+※）
- 声優グランプリ ザ・Radio（2013年 - 、超!A&G+※）
- 井澤詩織と田中真奈美のA&Gアカデミーメモリーズ（2014年、AG-ON※）
- セハガールのハードなSEGA情報RADIO「セハラジ」（2015年、超!A&G+※）
- Rhodanthe*のおしゃべりモザイク（2015年 - 2022年、FlyingDog[48]）

### インターネット番組
- きゅんいろモザイク （YouTube内「FlyingDog Channel[49]」）（2013年)毎週火・金曜日配信、全29回[50]
- ドキドキうまガール（ニコニコ生放送、2014年）
- 田中真奈美 The world is your oyster（ニコニコチャンネル、2021年 - ）[51]
- 田中真奈美 Learn the world（「The world is your oyster」内コーナー単体配信、Podcast QR、2021年 - ）

### 舞台
- DREAM☆TOUR! 突き進め! ENTERTAINMENT!!（2016年）
- リーディングライブ 「Voice Cafe vol.10 〜Voice Cafesta〜」（2019年6月14日 - 16日、南大塚ホール） - Bキャスト[52]
- 朗読劇「あなたを忘れない」（2020年10月23日 - 29日、Streaming+） - 宮崎彩 役（A・B公演）[53][54]

### CM
- 宅配DVDレンタルサービス DMM.com テレビCM（出演[55]）

### 映像商品
- Rhodanthe* Special Live BD 2014 「ハロー＊コンニチハ!!」＠Zepp Tokyo（2014年10月22日）[56]
- Rhodanthe* New Year Concert 2016 BD「FIRST*MODE」＠東京国際フォーラムホールA（2016年6月22日）[57]
- Rhodanthe* Music Festival 2022 「大感謝!!」 ＠ぴあアリーナMM（2023年3月29日）[58]

### その他コンテンツ
- 音声合成ソフト「CeVIO AI 弦巻マキ トークボイス (日/英)」「Synthesizer V 弦巻マキAI/Standard (日/英)」（2021年 - ）[59]

## ディスコグラフィ

### キャラクターソング
| 発売日   | 商品名                                                                     | 歌 | 楽曲 | 備考                                                       |
| 2013年   | 2013年                                                                     | 2013年 | 2013年 | 2013年                                                     |
| -------- | -------------------------------------------------------------------------- | --- | --- | ---------------------------------------------------------- |
| 7月24日  | Jumping!!/Your Voice                                                       | Rhodanthe* | 「Jumping!!」 | テレビアニメ『きんいろモザイク』オープニングテーマ         |
| 7月24日  | Jumping!!/Your Voice                                                       | Rhodanthe* | 「Your Voice」 | テレビアニメ『きんいろモザイク』エンディングテーマ         |
| 8月21日  | TVアニメーション きんいろモザイク サウンドブック はじめまして よろしくね。 | Rhodanthe* | 「さつきいろハルジオン」 | テレビアニメ『きんいろモザイク』                           |
| 8月21日  | TVアニメーション きんいろモザイク サウンドブック はじめまして よろしくね。 | アリス・カータレット（田中真奈美）&九条カレン（東山奈央） | 「きんいろ+ぎんいろモクセイ」 | テレビアニメ『きんいろモザイク』                           |
| 8月21日  | TVアニメーション きんいろモザイク サウンドブック はじめまして よろしくね。 | 大宮忍（西明日香）&アリス・カータレット（田中真奈美） | 「ももいろセレブレーション」 | テレビアニメ『きんいろモザイク』                           |
| 10月9日  | TVアニメーション きんいろモザイク サウンドブック いつまでも一緒だよ。      | Rhodanthe* | 「さくらいろチェリッシュ」 | テレビアニメ『きんいろモザイク』                           |
| 10月30日 | きんいろモザイク BD・DVD第2巻特典CD                                        | アリス・カータレット（田中真奈美） | 「つばきいろマイフレンド」 | テレビアニメ『きんいろモザイク』                           |
| 2014年   |                                                                            | | |                                                            |
| 2月26日  | きんいろモザイク BD・DVD第6巻特典CD                                        | 大宮忍（西明日香）、アリス・カータレット（田中真奈美）、小路綾（種田梨沙）、猪熊陽子（内山夕実）、九条カレン（東山奈央）                                                         | 「ぎんいろスノウドロップ」 | テレビアニメ『きんいろモザイク』                           |
| 4月10日  | ドリームクラブGogo．ヴォーカルCD「PURE SONGS 3 @DREAM C CLUB Gogo．」      | ちり（田中真奈美） | 「嵐を呼ぶネコ☆」 | ゲーム『ドリームクラブGogo．』                             |
| 4月30日  | サクラ大戦奏組 ヴォーカルCD「我ら奏でるこの音で/春よ来い春よ」             | 雅音子（田中真奈美） | 「春よ来い春よ」 | 舞台『サクラ大戦奏組 〜薫風のセレナーデ〜』                |
| 10月22日 | Blooming!!/若い力 -SEGA HARD GIRLS MIX-                                    | ドリームキャスト（M・A・O）、セガサターン（高橋未奈美）、メガドライブ（井澤詩織）、セガ・マークIII（田中真奈美）、マスターシステム（髙山ゆう子）、ビジュアルメモリ（上坂すみれ） | 「Blooming!!」 | 『セガ・ハード・ガールズ』イメージソング                   |
| 10月29日 | マンガ家さんとアシスタントさんと BD・DVD第5巻特典CD                        | 皆野まとめ（田中真奈美）、足須沙穂乃（伊藤美来） | 「KYNKY CONTROL!」 | テレビアニメ『マンガ家さんとアシスタントさんと』           |
| 12月3日  | TVアニメーション ハロー!!きんいろモザイク キャラクターCD Music Palette1    | アリス・カータレット（田中真奈美） | 「きみいろスノウフレーク」 | テレビアニメ『ハロー!!きんいろモザイク』                   |
| 2015年   |                                                                            | | |                                                            |
| 4月29日  | 夢色パレード/My Best Friends                                               | Rhodanthe* | 「夢色パレード」 | テレビアニメ『ハロー!!きんいろモザイク』オープニングテーマ |
| 4月29日  | 夢色パレード/My Best Friends                                               | Rhodanthe* | 「My Best Friends」 | テレビアニメ『ハロー!!きんいろモザイク』エンディングテーマ |
| 6月17日  | ハロー!!きんいろモザイク サウンドブック また、会えたね。                   | Rhodanthe* | 「きらめきいろサマーレインボー」 | テレビアニメ『ハロー!!きんいろモザイク』オープニングテーマ |
| 7月24日  | ハロー!!きんいろモザイク BD・DVD第2巻特典CD                                | アリス・カータレット（田中真奈美） | 「じゅんぱくいろシクラメン」 | テレビアニメ『ハロー!!きんいろモザイク』                   |
| 9月2日   | FIRST*MODE                                                                 | Rhodanthe* | 「シロツメクサの約束」 「ほしいろサザンクロス」 「にじいろアンダンテ」 | テレビアニメ『ハロー!!きんいろモザイク』                   |
| 9月2日   | FIRST*MODE                                                                 | 田中真奈美 from Rhodanthe* | 「秘密のテレパシー」 | テレビアニメ『ハロー!!きんいろモザイク』                   |
| 11月25日 | ハロー!!きんいろモザイク BD・DVD第6巻特典CD                                | 大宮忍（西明日香）、アリス・カータレット（田中真奈美）、小路綾（種田梨沙）、猪熊陽子（内山夕実）、九条カレン（東山奈央）                                                         | 「せいしゅんいろミモザ」 | テレビアニメ『ハロー!!きんいろモザイク』                   |
| 2016年   |                                                                            | | |                                                            |
| 7月6日   | 十年先へ、すすめ!                                                          | セガ・マークIII（田中真奈美） | 「ショータイム!」 | 『セガ・ハード・ガールズ』関連曲                           |
| 11月9日  | Happy⋆Pretty⋆Clover                                                        | Rhodanthe* | 「Happy⋆Pretty⋆Clover」 | OVA『きんいろモザイク Pretty Days』主題歌                  |
| 11月9日  | Happy⋆Pretty⋆Clover                                                        | Rhodanthe* | 「Shining Star」 「Starring!!」 | OVA『きんいろモザイク Pretty Days』関連曲                  |
| 2019年   |                                                                            | | |                                                            |
| 2月6日   | Harmony                                                                    | Rhodanthe* | 「Harmony」 | 『きんいろモザイク』関連曲                                 |
| 2021年   |                                                                            | | |                                                            |
| 8月18日  | きんいろローダンセ                                                         | Rhodanthe* | 「きんいろローダンセ」 | 劇場アニメ『劇場版 きんいろモザイク Thank You!!』主題歌    |
| 8月18日  | きんいろローダンセ                                                         | Rhodanthe* | 「Cheers」 「Thank You for Your Smile」 | 『きんいろモザイク』関連曲                                 |
| 8月18日  | 大感謝                                                                     | Rhodanthe* | 「シロツメクサの約束 -Garland Ver.-」 「Happy★Pretty★Clover -Garland Ver.-」 「さつきいろハルジオン -Garland Ver.-」 「Jumping!! -Garland Ver.-」 「Starring -Garland Ver.-」 「にじいろアンダンテ -Garland Ver.-」 「Shining Star -Garland Ver.-」 「さくらいろチェリッシュ -Garland Ver.-」 「Your Voice -Garland Ver.-」 「夢色パレード -Garland Ver.-」 「ほしいろサザンクロス -Garland Ver.-」 「きらめきいろサマーレインボー -Garland Ver.-」 「せいしゅんいろミモザ -Garland Ver.-」 「My Best Friends -Garland Ver.-」 「ぎんいろスノウドロップ -Garland Ver.-」 | 『きんいろモザイク』関連曲                                 |

### シリーズ一覧
1. ↑  第1期（2013年）、第2期『ハロー!!きんいろモザイク』（2015年）
2. ↑  第1作『グリザイアの果実』（2014年）、第3作『グリザイアの楽園』（2015年)
3. ↑  第1シーズン（2016年）、第3シーズン（2019年）
4. ↑  第1期（2016年）、第2期（2020年）
5. ↑  「シーズン1」（2016年）、「シーズン2 パート1」（2017年）、「シーズン2 パート2」（2018年）

### ユニットメンバー
1. 1 2 3 4 5  西明日香、田中真奈美、種田梨沙、内山夕実、東山奈央
2. 1 2  西明日香、田中真奈美、種田梨沙、内山夕実、東山奈央、諏訪彩花